# Thomas Glen-Coats
Sir Thomas Glen-Coats, 2nd Baronet (Paisley, 5 mei 1878 – Glasgow, 7 maart 1954) was een Brits zeiler.
Glen-Coats was de stuurman van de Schotse boot die tijdens de Olympische Zomerspelen 1908 in eigen land de gouden medaille in de 12 meter klasse won.
Glen-Coats zijn vader was een parlementslid en werd in de adelstand opgenomen als baron. 
Glen-Coats was de laatste baron in zijn familie omdat hij stierf zonder mannelijke nakomelingen.

## Olympische Zomerspelen
| Jaar | Plaats | Resultaten      |
| ---- | ------ | --------------- |
| 1908 | Londen | 12 meter klasse |

1908: John Aspin / John Buchanan / James Bunten / Arthur Downes / John Downes / David Dunlop / Thomas Glen-Coats / John Mackenzie / Albert Martin / Gerald Tait ·
1912: Johan Anker / Nils Bertelsen / Eilert Falch-Lund / Halfdan Hansen / Arnfinn Heje / Magnus Konow / Alfred Larsen / Petter Larsen / Christian Staib / Carl Thaulow
1920 (model 1907): Halvor Birkeland / Rasmus Birkeland / Lauritz Christiansen / Halvor Møgster / Hans Næss / Henrik Østervold / Jan Østervold / Kristian Østervold / Ole Østervold ·
1920 (model 1919): Arthur Allers / Martin Borthen / Johan Friele / Kaspar Hassel / Erik Ørvig / Olaf Ørvig / Thor Ørvig / Egill Reimers / Christen Wiese